# Хилл, Уиллс, 1-й маркиз Дауншир
Уиллс Хилл, 1-й маркиз Дауншир (англ. Wills Hill, 1st Marquess of Downshire; 30 мая 1718 — 7 октября 1793) — британский аристократ и политик, известный как виконт Хиллсборо с 1742 по 1751 год и как граф Хиллсборо с 1751 по 1789 год.
Наиболее известный в Северной Америке как граф Хиллсборо, он занимал пост министра колоний с 1768 по 1772 год, критический период, приведший к Американской войне за независимость.

## Предыстория
Уиллс Хилл родился 30 мая 1718 года в Фэрфорде, графство Глостершир. Сын Тревора Хилла, 1-го виконта Хиллсборо (1693—1742), и Мэри Дентон (? — 1742), дочери Энтони Роу и вдове сэра Эдмунда Дентона, 1-го баронета Хиллесдена (1676—1714). Он был назван в честь генерала сэра Чарльза Уиллса, своего крестного отца.

## Политическая карьера
Уиллс Хилл, ретроспективно известный как Дауншир, был избран в Палату общин от Уорика в 1741 году, где он заседал до 1756 года. Он сменил своего отца на посту 2-го виконта Хиллсборо  в 1742 году (поскольку это был ирландский пэр, он смог продолжать заседать в Британской палате общин). В том же году он был назначен лордом-лейтенантом графства Даун и хранителем рукописей (Custos Rotulorum) графства Даун.
3 октября 1751 года Уиллсу Хиллу был пожалованы титулы 1-го графа Хиллсборо  и 1-го виконта Килвардина из графства Даун (Пэрства Ирландии). В 1754 году он был назначен управляющим домашним хозяйством. Эту должность он занимал до 1756 года, и назначен тайным советником. 17 ноября 1756 года для него был создан титул 1-го барона Хариджа  из Хариджа в графстве Эссекс (Пэрство Великобритании), что давало ему право на место в Палате лордов.
В течение почти двух лет, между 1763 и 1765 годами, Уиллс Хилл был президентом Совета по торговле и плантациям при Джордже Гренвилле, и после короткого периода отставки он занял ту же должность в 1766 году, а затем должность генерального почтмейстера при графе Чатеме. С 1768 по 1772 год граф Хиллсборо был государственным секретарем по делам колоний, а также президентом Совета по торговле. Как на посту, так и вне граф Хиллсборо выступал против любых уступок американским колонистам, но он выступал за проект союза между Англией и Ирландией. После выхода на пенсию, 28 августа 1772 года, он был произведен в графы Хиллсборо  в Пэрстве Великобритании.
В 1779 году Уиллс Хилл занимал пост государственного секретаря Южного департамента, оставаясь там до 1782 года. Он был последним человеком, занимавшим эту должность, потому что государственные секретари были реорганизованы.
20 августа 1789 года для Уиллса Хилла был создан титул 1-го маркиза Дауншира в Пэрстве Ирландии.

## Семья и наследие

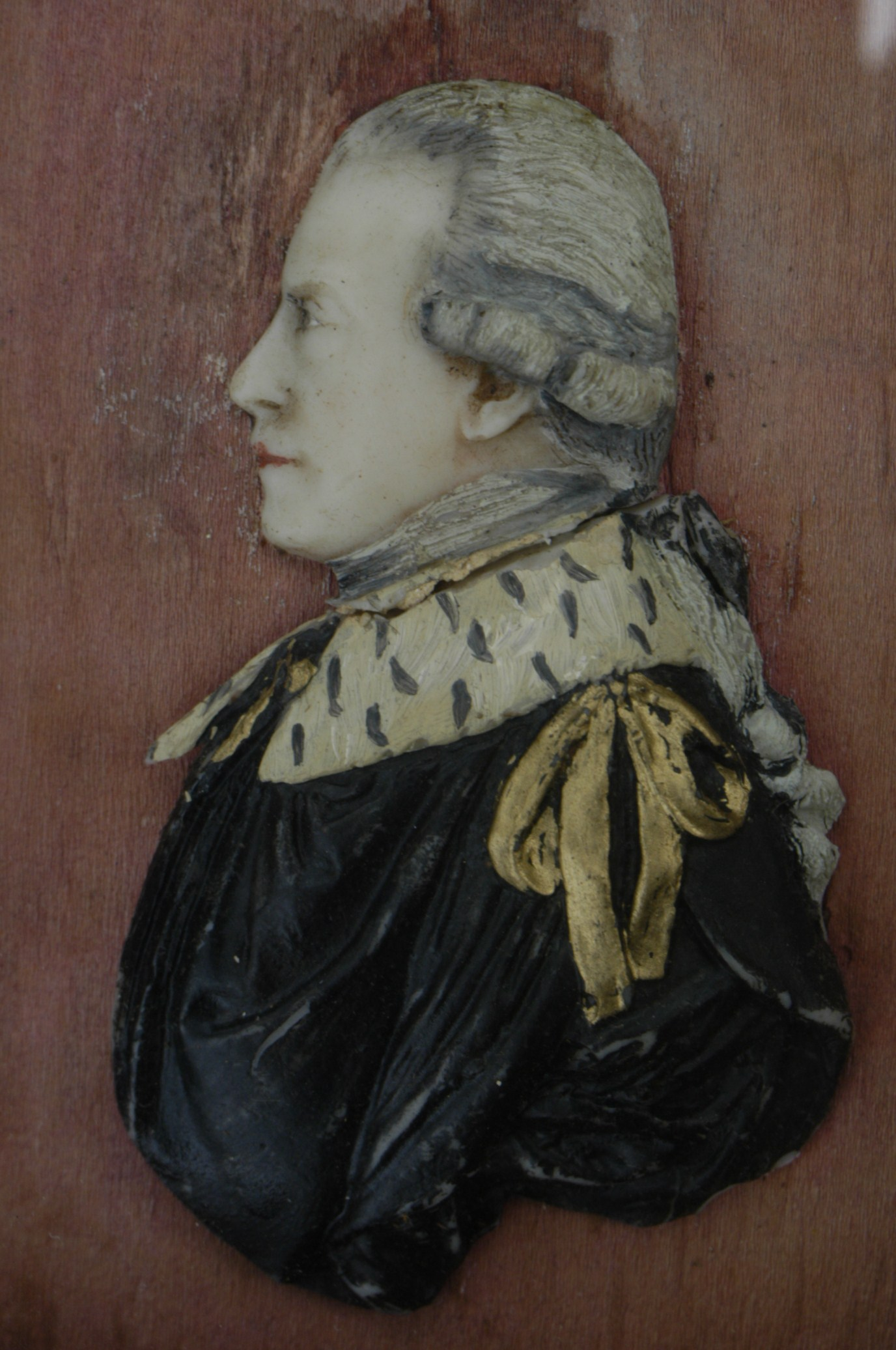
Восковой профильный портрет 1-го маркиза Дауншира работы Льюиса.

1 марта 1747 года лорд Дауншир женился первым браком на леди Маргаретте Фицджеральд (? — 19 января 1766), дочери Роберта Фитцджеральда, 19-го графа Килдэра (1675—1743). У супругов было две дочери и один сын:
- Леди Шарлотта Хилл (? — 17 января 1804), супруг с 1776 года Джон Четвинд-Толбот, 1-й граф Толбот (1749—1793). Портрет леди Шарлотты Толбот был написан сэром Джошуа Рейнольдсом[5].
- Леди Эмили Мэри Хилл (16 августа 1750 — 27 ноября 1835), муж с 1773 года Джеймс Сесил, 1-й маркиз Солсбери (1748—1823)
- Артур Хилл, 2-й маркиз Дауншир (3 марта 1753 — 7 сентября 1801), преемник отца.

После ее смерти в 1766 году маркиз Дауншир женился вторым браком в сентябре 1768 года на Мэри Билсон-Легг, 1-й баронессе Ставелл (27 января 1726 — 29 июля 1780), дочери Эдварда Ставелла, 4-го барона Ставелла (? — 1755), и вдове Генри Билсон-Легга (1708—1764). Второй брак оказался бездетным. Она умерла в 1780 году.
Лорд Дауншир умер 7 октября 1793 года в возрасте 75 лет, и ему наследовал его сын от первого брака Артур.
В Соединенных Штатах Америки округ Хиллсборо, штат Нью-Гэмпшир, городок Хиллсборо, штат Нью-Джерси, город Хиллсборо, штат Нью-Гэмпшир, город Хиллсборо, штат Северная Каролина, и округ Хиллсборо, штат Флорида, были названы в честь маркиза.
В Канаде залив Хиллсборо на острове принца Эдуарда и деревня Хиллсборо, провинция Нью-Брансуик, были названы в честь маркиза Дауншира.